# Zoé Claessens
Zoé Claessens (* 28. April 2001 in Echichens) ist eine Schweizer BMX-Rennfahrerin.

## Sportlicher Werdegang
Claessens stammt aus Villars-sous-Yens im Waadtland. Sie fuhr von Kindesbeinen an BMX, wie auch vier ihrer Geschwister, zumal ihr Vater zu den Gründern des BMX-Clubs von Echichens gehörte. Als Juniorin war sie 2018 Vize-Weltmeisterin und gehörte zum Schweizer Team bei den Olympischen Jugendspielen, wo sie das BMX-Rennen der Mädchen gewann und im Mixed-Wettbewerb mit Kevin Schunck die Silbermedaille holte. Auch 2019, noch immer bei den Junioren, gewann sie Medaillen bei Welt-, Europa- und Landesmeisterschaften.
In der Elite konnte sich Claessens schnell etablieren. 2020 wurde sie im ersten Anlauf Schweizer Meisterin, 2021 gelang ihr im Weltcup-Rennen von Verona eine Podiumsplatzierung, der zehn weitere folgen sollten (Stand 2024). Als Europameisterin 2021 gehörte sie zu den Medaillenkandidaten des olympischen BMX-Rennens, schied aber im Halbfinal aus. Bei den Weltmeisterschaften in Papendal stürzte sie im Final und erlitt einen Schlüsselbeinbruch.
Im UCI-BMX-Racing-Weltcup 2022 hatte Claessens an gleicher Stelle mehr Glück und gewann beide Rennen; am Ende der Saison war sie Zweite der Gesamtwertung. In Nantes wurde sie Vize-Weltmeisterin, eine Hundertstelsekunde hinter Felicia Stancil.
2023 war Claessens zum dritten Mal Schweizer Meisterin in der Elite und zum zweiten Mal Europameisterin. Im Final der Weltmeisterschaften stürzte sie wiederum und wurde Achte. Im Weltcup 2024 gewann sie die zwei Rennen von Brisbane und war in der Gesamtwertung Fünfte.

## Erfolge
2018
 Schweizer Meisterin (Junioren)
 Weltmeisterschaften (Junioren)
 Olympische Jugendspiele – Mixed (mit Kevin Schunck)
2019
 Schweizer Meisterin (Junioren)
 Europameisterin (Junioren)
 Weltmeisterschaften (Junioren)
2020
 Schweizer Meisterin
2021
 Europameisterin
2022
 Schweizer Meisterin
 Weltmeisterschaften
zwei Weltcup-Siege in Papendal
2023
 Schweizer Meisterin
 Europameisterin – Einzel, Mannschaftszeitfahren (mit Thalya Burford und Nadine Aeberhard)
2024
 Olympische Spiele – BMX-Rennen
zwei Weltcup-Siege in Brisbane